# Troja (film)

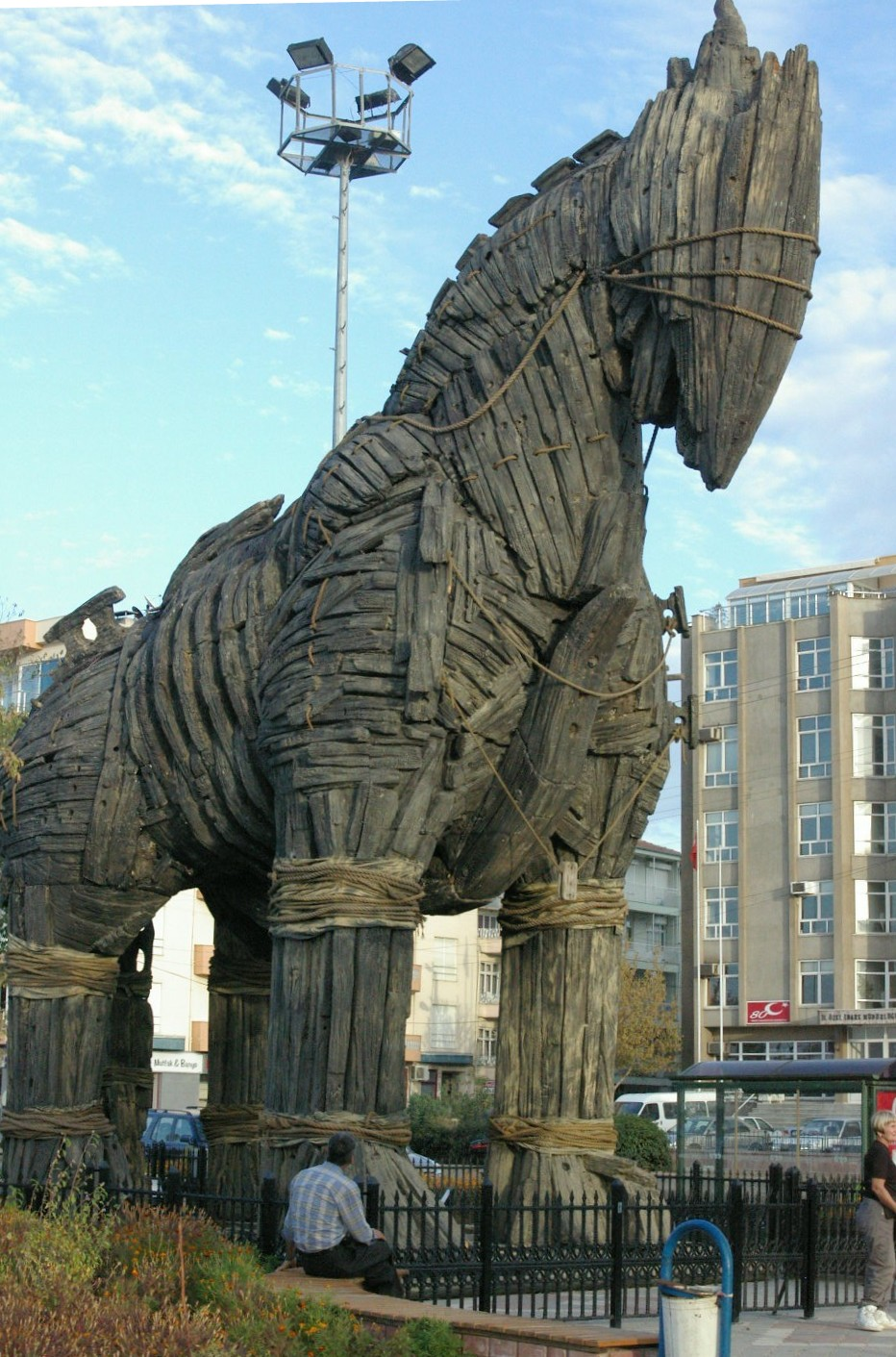
Koń Trojański wykorzystany w filmie

Troja (ang. Troy) – film fabularny z 2004 roku, będący adaptacją Iliady Homera z dodatkowymi wątkami zaczerpniętymi z Odysei oraz Eneidy Wergiliusza.

## Fabuła
Helena, żona Menelaosa, władcy Sparty, uciekła z księciem Troi, Parysem, co stało się bezpośrednią przyczyną wojny trojańskiej. Znieważony ucieczką małżonki Menelaos prosi o pomoc brata, Agamemnona, króla Myken. Agamemnon jednoczy wkrótce wokół siebie liczne plemiona Greków i wysyła za uchodźcami pościg, w wyniku którego dochodzi do oblężenia miasta Troi. W rzeczywistości honor jest jedynie wygodnym pretekstem. Prawdziwą przyczyną wyruszenia Agamemnona na wyprawę jest chciwość – musi zdobyć Troję, by zdobyć panowanie nad Morzem Egejskim, co zapewni jego królestwu niekwestionowane przywództwo. Agamemnon marzy o podboju miasta. Okazuje się, że powodzenie wyprawy zależy od tego, czy będzie w niej uczestniczył Achilles, najlepszy wojownik Grecji. Ten nie chce walczyć, ale Odyseusz przekonuje go możliwością zdobycia wiecznej sławy. Gdy Grecy docierają na miejsce, Trojanie stawiają twardy opór. Wkrótce Agamemnon odbiera Achillesowi brankę późniejszą ukochaną Achillesa Bryzejdę, dlatego ten odmawia udziału w walce.
Pod murami Troi konflikt trafia na martwy punkt. Nie można wyłonić zwycięzcy, gdyż kiedy jedna ze stron zyskuje przewagę traci ją na rzecz drugiej. Zacięte boje toczą się blisko 10 lat. W filmie ten okres zostaje zawężony do kilku tygodni – przypuszczalnie reżyserowi i scenarzystom ciężko było pokazać starzejących się głównych bohaterów dramatu. Mówi się też o nierealności pokazania konfliktu, który trwał dekadę – dla widza nie byłoby to atrakcyjne. Wreszcie Grecy podstępem, symulując odwrót, pozostawili kilkunastu „martwych” ludzi na wybrzeżu - ucharakteryzowanych tak, aby wyglądało to na epidemię choroby oraz wielką figurę jako dar dla boga Posejdona, drewnianego konia (koń trojański), w którego wnętrzu ukryli greckich żołnierzy. Wbrew ostrzeżeniom Parysa, syna Priama, Trojanie otworzyli bramy i wciągnęli konia do miasta. W nocy Grecy wyszli z konia i zaatakowali śpiące miasto. Niemal wszystkich Trojan wymordowano, kobiety uprowadzono w niewolę, dzieci zabito, a miasto doszczętnie spłonęło.
Na czele obu przeciwległych armii stoi dwóch mitycznych herosów Achilles i Hektor. W wojnie trojańskiej wzięli udział najwięksi greccy bohaterowie i herosi: Agamemnon (brat Menelaosa i wódz naczelny wyprawy), Achilles i Patroklos, Odyseusz, Palamedes, Nestor z synami, dwaj Ajaksowie. Na czele obrony miasta Troi stał syn króla Priama, Hektor. Mimo że w filmie nie brak błędów i przeinaczeń mitu (choćby ucieczka Heleny i Parysa z Troi, śmierć Menelaosa w pojedynku z Parysem i Agamemnona w trakcie zdobywania Troi – według starożytnych źródeł zginął on prawdopodobnie podczas uczty ku czci zwycięstwa nad Trojanami. Inna plotka głosi, że króla zamordowała jego żona. Agamemnon był wtedy w wannie), zdobył on sporą popularność.

## Obsada
- Brad Pitt – Achilles
- Eric Bana – Hektor
- Orlando Bloom – Parys
- Sean Bean – Odyseusz
- Diane Kruger – Helena Trojańska
- Brian Cox – Agamemnon
- Peter O’Toole – Priam
- Brendan Gleeson – Menelaos
- Rose Byrne – Bryzejda
- Garrett Hedlund – Patroklos
- John Shrapnel – Nestor
- Tyler Mane – Ajaks Wielki
- Saffron Burrows – Andromacha
- Julian Glover – Triopas
- Nathan Jones – Boagrios
- Vincent Regan – Eudoros
- Nigel Terry – Archeptolemos
- Louis Dempsey – Afareus
- Adoni Maropis – oficer Agamemnona
- James Cosmo – generał Glaukos
- Joshua Richards – Hajmon
- Tim Chipping – Echepolos
- Frankie Fitzgerald – Eneasz
- Owain Yeoman – Lizander

## Analiza
Zgodność z eposem Homera i innymi podaniami o wojnie trojańskiej przypadku filmu Troja jest znikoma, np. Bryzejda nie była ani kapłanką Apollina, ani kuzynką Parysa. Była branką Achillesa w czasie drogi pod Troję.

## Nagrody
Film otrzymał nominację do Oscara w kategorii Najlepsze Kostiumy. Otrzymał również 2 nominacje do MTV Movie Awards w kategoriach Najlepszy Aktor (Brad Pitt) i Najlepsza Walka (Brad Pitt kontra Eric Bana).